# (25159) Michaelwest
(25159) Michaelwest est un astéroïde de la ceinture principale.

## Description
(25159) Michaelwest est un astéroïde de la ceinture principale. Il fut découvert le 17 septembre 1998 à la station Anderson Mesa par le programme LONEOS. Il présente une orbite caractérisée par un demi-grand axe de 2,78 UA, une excentricité de 0,16 et une inclinaison de 2,2° par rapport à l'écliptique.